# ماریو کراوری
ماریو کراوری (ایتالیایی: Mario Craveri؛ ۲ مه ۱۹۰۲ – ۲۸ فوریهٔ ۱۹۹۰) کارگردان فیلم، فیلم‌بردار و فیلم‌نامه‌نویس اهل ایتالیا بود.
از فیلم‌ها یا مجموعه‌های تلویزیونی که وی در آن‌ها نقش داشته‌است، می‌توان به پیراهن سیاه، شام دلقک و ساحل اشاره نمود.